# Nour Dissem
Nour Dissem là một tay đua xe đạp nữ đến từ Tunisia. Cô trở thành nhà vô địch cuộc đua đường trường quốc gia Tunisia và nhà vô địch thử nghiệm thời gian vào năm 2014.

## Kết quả chính
2015
Omnium lần thứ 3, Giải vô địch châu Phi